# Hôn nhân cùng giới ở Malta
Hôn nhân cùng giới đã trở thành hợp pháp tại Malta vào ngày 1 tháng 9 năm 2017, sau khi thông qua luật pháp tại Quốc hội vào ngày 12 tháng 7 năm 2017. Dự luật đã được Marie-Louise Coleiro Preca, Tổng thống Malta, ký vào ngày 1 tháng 8 năm 2017. Ngày 25 tháng 8 năm 2017, Bộ trưởng Bộ Bình đẳng đã ra thông báo pháp lý để bắt đầu luật vào ngày 1 tháng 9 năm 2017.
Malta đã cho phép kết hợp dân sự cho cả các cặp cùng giới và khác giới kể từ năm 2014 sau khi ban hành Đạo luật Kết hợp Dân sự. Nó cấp cho các công đoàn dân sự các quyền, trách nhiệm và nghĩa vụ giống như hôn nhân, bao gồm cả quyền nhận con nuôi chung. Nghị viện đã phê chuẩn cuối cùng cho pháp luật vào ngày 14 tháng 4 năm 2014 với số phiếu ủng hộ là 37 và 30 phiếu trắng. Nó đã được ký kết thành luật, cũng bởi Coleiro Preca, vào ngày 16 tháng 4 năm 2014 và được công bố trên công báo của chính phủ vào ngày hôm sau, 17 tháng Tư. Kết hợp dân sự đầu tiên được thực hiện vào ngày 13 tháng 6 năm 2014.

## Kết hợp Dân sự

### Lịch sử
Trước bầu cử 2008, Phong trào Quyền của người đồng tính Malta đã gửi một cuộc khảo sát tới tất cả các đảng chính trị lớn yêu cầu họ cho quan điểm của họ về việc công nhận các hiệp hội cùng giới. Không ai trong số các bên ủng hộ hôn nhân cùng giới, tuy nhiên tất cả họ đều ủng hộ sự công nhận của các cặp cùng giới ở một mức độ nào đó. Chính phủ Đảng Quốc gia đã hỗ trợ mở rộng một số quyền đối với các cặp cùng giới sống chung. Đảng Lao động đã hỗ trợ công nhận "các gia đình và quan hệ đối tác cùng giới", mặc dù không biết liệu điều này sẽ ở dạng chưa đăng ký sống thử hay hợp tác đã đăng ký. Hành động quốc gia đã hỗ trợ các quan hệ đối tác dân sự sẽ cấp cho các cặp cùng giới một số quyền được mở rộng cho các cặp vợ chồng, không bao gồm các phúc lợi phúc lợi. Thay thế dân chủ/Xanh hỗ trợ quan hệ đối tác dân sự cung cấp tất cả các quyền của hôn nhân.

### Dự luật hợp tác dân sự 2012
Vào ngày 28 tháng 3 năm 2010, Thủ tướng Lawrence Gonzi đã thông báo rằng Chính phủ đang thực hiện một dự luật để điều chỉnh việc sống thử, dự định sẽ hoàn thành vào cuối của năm. Dự thảo luật (được gọi là Quan hệ đối tác dân sự và quyền và nghĩa vụ của người sống chung năm 2012) đã được Bộ trưởng Bộ Tư pháp trình bày vào ngày 28 tháng 8 năm 2012 và quá trình tham vấn kéo dài đến ngày 30 tháng 9. Dự luật được đưa ra, nhưng đã chết vào tháng 12 năm 2012 do sự sụp đổ của Chính phủ và giải tán Quốc hội.

### Đạo luật kết hợp dân sự 2014
Trong bầu cử 2013, Đảng Lao động đã tuyên bố ý định đưa ra luật cho phép liên minh dân sự cho các cặp cùng giới nếu được bầu trong chính phủ. Điều này đã được thiết lập để thực hiện vào mùa hè 2013, nhưng đã bị hoãn lại cho đến năm 2014. Helena Dalli, Bộ trưởng Bộ Đối thoại Xã hội, Các vấn đề Người tiêu dùng và Tự do Dân sự, nói rằng hợp pháp hóa hôn nhân cùng giới sẽ cần một cuộc trưng cầu dân ý, và Chính phủ không có ý định đưa vấn đề này vào một cuộc bỏ phiếu phổ biến.
Vào ngày 30 tháng 9 năm 2013, ngày đầu tiên của phiên họp lập pháp mới, Nghị viện Malta đã tổ chức buổi đọc đầu tiên về dự luật kết hợp dân sự, được xuất bản vào ngày 14 tháng 10 năm 2013. Pháp luật thành lập kết hợp dân sự (tiếng Malta: unjoni ċivili) cho cả các cặp cùng giới và các cặp đôi khác giới có quyền giống như những người có sẵn cho các cặp vợ chồng, bao gồm quyền nhận con nuôi chung. Mặc dù thực tế là mọi người ở Malta bất kể xu hướng tình dục đã có thể chấp nhận cá nhân, những người phản đối đã biến quyền nhận con nuôi thành trọng tâm của sự phản đối của họ đối với pháp luật. Trong bài giảng Giáng sinh năm 2013, Giám mục Công giáo La Mã Charles J. Scicluna đã lên án việc nhận nuôi bởi các cặp cùng giới và nói Giáo hoàng Francis đã bảo ông hãy đứng lên công khai chống lại điều đó. Vào ngày 25 tháng 2 năm 2014, dự luật đã thông qua giai đoạn ủy ban. Lần đọc thứ ba đã bị hoãn lại vì sau đó Tổng thống George Abela cho biết ông sẽ không ký vào đó. Marie-Louise Coleiro Preca, người cho biết cô sẽ ký nó, trở thành Tổng thống vào ngày 4 tháng 4. Dự luật đã được phê chuẩn trong lần đọc thứ ba vào ngày 14 tháng 4 trong cuộc bỏ phiếu từ 37 đến 0, với tất cả các đảng viên đảng Lao động ủng hộ và tất cả các thành viên của Đảng Quốc gia đối lập kiêng cử. Nó đã được Tổng thống Marie-Louise Coleiro Preca ký vào luật ngày 16 tháng 4 và được công bố trên công báo của chính phủ vào ngày 17 tháng 4, chính thức trở thành Đạo luật Kết hợp Dân sự 2014 (tiếng Malta: Att tal-2014 dwar l-Unjonijiet Ċivili). Kết hợp dân sự đầu tiên được thực hiện vào ngày 13 tháng 6 năm 2014. Vào ngày 20 tháng 6 năm 2014, Bộ Nội vụ và An ninh Quốc gia đã ban hành một quy định, dựa vào đó, nước này công nhận các liên minh cùng giới đã đăng ký ở nước ngoài, được Bộ coi là có tư cách tương đương với các kết hợp dân sự của Malta. Kể từ ngày 1 tháng 9 năm 2017, các cặp vợ chồng trong một liên minh dân sự có thể chuyển đổi liên minh của họ thành một cuộc hôn nhân trong vòng năm năm kể từ khi Đạo luật Hôn nhân có hiệu lực và các Luật khác (Sửa đổi), 2017.
Một linh mục Công giáo La Mã Dominican, hành động trái với hướng dẫn của nhà thờ, đã ban phước cho nhẫn của một cặp đồng tính nam trong một lễ đính hôn vào tháng 4 năm 2015.

#### Số liệu thống kê
47 đoàn thể dân sự đã được đăng ký vào tháng 4 năm 2015, một năm sau khi các đoàn thể dân sự được giới thiệu.
Đến tháng 11 năm 2016, 153 công đoàn dân sự đồng tính đã được đăng ký tại nước này. Đến tháng 4 năm 2017, con số đó đã tăng lên 188.
Theo các báo cáo xuất hiện trong cuộc tranh luận về dự luật hôn nhân cùng giới vào cuối tháng 6 năm 2017, khoảng 200 công đoàn dân sự đồng tính đã được đăng ký vào thời điểm đó.
Năm 2018, sau khi giới thiệu hôn nhân cùng giới, số lượng công đoàn dân sự mới giảm đáng kể, chỉ có 4 công đoàn mới. 3 trong số đó là giữa các cặp cùng giới và 1 giữa một cặp khác giới.